# 서삼초등학교 (경기)
서삼초등학교(西三初等學校)는 대한민국 경기도 안성시에 있었던 공립 초등학교이다.

## 학교 연혁
- 1935년 4월 : 설립인가
- 1935년 5월 : 삼죽공립보통학교 부설 동평간이학교로 개교
- 1943년 4월 1일 : 삼죽국민학교 동평분교장 인가
- 1949년 1월 31일 : 서삼국민학교 설립 인가
- 1949년 6월 1일 : 서삼국민학교 개교
- 1980년 2월 14일 : 서삼국민학교 병설유치원 설립 인가
- 1996년 3월 1일 : 서삼초등학교로 개칭
- 2020년 1월 9일 : 제79회 졸업(5명, 총 2547명)
- 2020년 3월 1일 : 제27대 안옥연 교장 부임
- 2021년 3월 1일 : 폐교 및 보개초등학교로 통합[2]

## 참고 자료
- 서삼초등학교 - 한국교육학술정보원 학교알리미